# Масальский, Михаил Юзеф
Михаил Юзеф Масальский (пол. Michał Józef Massalski; ок. 1700 — 26 января 1768) — военный и политический деятель Великого княжества Литовского и Речи Посполитой, тиун и староста радошковский (с 1717), писарь великий литовский (с 1726), воевода мстиславский (1737—1742), каштелян трокский (1742—1744), каштелян виленский (1744—1768), польный гетман литовский (1744—1762), великий гетман литовский (1762—1768). Из княжеского рода Масальских (Рюриковичи).

## Биография
Сын маршалка и старосты гродненского Яна Масальского (ок. 1675—1706) и Анны Волович (ум. 1706). Учился в Виленском университете. С 1717 года — депутат Верховного трибунала Литвы.
В 1726 году помогал Михаилу Чарторыйскому стать великим канцлером литовским. В 1733 году на элекционном сейме Речи Посполитой поддерживал кандидатуру Станислава Лещинского на королевский трон, воевал на стороне Лещинского в Войне за польское наследство, и после поражения отступил в Кёнигсберг.
Вернувшись в Литву, стал сторонником нового короля Августа III. С 1737 года воевода мстиславский. В литовском сейме выступал за проведение военной реформы, в частности требовал увеличить литовское войско. С 1741 года маршалок Литовского верховного трибунала, с 1742 года каштелян трокский, с 1744 — каштелян виленский и польный гетман литовский, с 1762 — великий гетман литовский.
Выдвигал проект, по которому каждый пятидесятый крестьянин должен был служить в армии. В 1764 году по его приглашению в Литву вступила российская армия для того, чтобы поддержать короля Станислава Понятовского. Сейм отменил гетманский титул; вместо него была создана Военная комиссия, которая стояла против реформ клана Чарторыйских.

## Семья
Жена — Франциска Огинская (ум. 1750), дочери каштеляна трокского, князя Николая Франтишека Огинского (ум. 1715), и Екатерины Копец, от брака с которой имел четырёх сыновей и одну дочь:
- Казимир Адриан Масальский (ум. после 1776), обозный великий литовский (1750), подчаший великий литовский (1752—1756), староста волковысский
- Юзеф Адриан Масальский (ок. 1726—1765), генерал-лейтенант литовских войск, подскарбий надворный литовский (1754—1765), староста гродненский
- Ян Николай Масальский (1728—1763), полковник литовской артиллерии (1748), подчаший великий литовский (1756), староста волковысский, радошковский и мстибовский
- Игнаций Якуб Масальский (1729—1794), каноник виленский (1744) и варшавский (1746), писарь духовный литовский (1748), референдарий духовный литовский (1754), епископ виленский (1762)
- Екатерина Масальская, жена воеводы новогрудского Юзефа Неселовского (1728—1814)

## Награды
- Орден Белого орла (1742)[5]
- Орден Святого Станислава[5]